# Skupina modřínů a smrků v pastvinském údolí
Skupina modřínů a smrků v pastvinském údolí je 32 památných stromů, z toho devět smrků ztepilých (Picea abies) a 23 modřínů opadavých (Larix decidua) v k. ú. Pastviny na území města Kadaň v okrese Chomutov v Ústeckém kraji.
Památné stromy rostou v Doupovských horách v nadmořské výšce 440 m podél Pastvinského potoka, přítoku Donínského potoka, podle map VÚV Heis bezejmenného potoka. Rostou v přibližně 400 metrů dlouhém úseku při hranici vojenského újezdu Hradiště.

## Základní údaje
Obvody kmenů měří od 150 do 295 cm, koruny stromů dosahují do výšky okolo 28 metrů (měření 2009). V roce 2009 bylo stáří stromů odhadováno na 150 let.
Stromy jsou chráněné od roku 1997 jako esteticky zajímavé stromy a krajinné dominanty.

## Stromy v okolí
- Úhošťanská lípa
- Svatohavelská lípa
- Meziříčská lípa